# 異人館
異人館（いじんかん）とは、幕末・明治時代以降（主として明治時代）の日本において、欧米人が居住するために住宅として建設した西洋館（ただし、日本人が住んでいた洋風住宅も誤って異人館と呼ばれることがある）。

## 概要
従来の日本家屋とは異なる西洋式の住宅に異邦人（異人）が住んだことにより異人館と呼ばれる。
開国から明治前期まで、外国人の住まいは原則として居留地に限られていた。ただし、お雇い外国人は例外だったという。条約改正との関連で明治32年（1899年）以降、内地雑居が認められ、旧居留地以外の高台などにも建設されるようになった。群として多く残っているのは神戸、長崎である。横浜、函館では異人館という呼び方は一般的でないとされる。
長崎のグラバー邸は設計者不明であるが、施工は地元の大工が行っており、日本の職人がいち早く西洋建築の技術を採り入れていたことがうかがえる。外国人建築家としては神戸で活躍した英国人A.N.ハンセルらがよく知られる。

## 日本各地の異人館
兵庫県神戸市の北野町山本通には外国人の住宅が多数残っており、1977年放送のNHK連続テレビ小説『風見鶏』などで北野異人館街として広く知られるようになり、その一部が公開され観光名所にもなっている。1980年、北野町山本通は種別「港町」で重要伝統的建造物群保存地区として選定されている（種別「港町」では全国初の選定）。1995年に発生した阪神・淡路大震災により異人館の約3割が失われたが、40棟余りが現存し、保存措置が講じられている。「異人館通り」とは山本通の別称である。
また、神戸市西部のJR塩屋駅の山手、ジェームス山と呼ばれるエリアにも異人館が約50棟現存している。こちらは昭和初期にイギリス人貿易商アーネスト・ウィリアム・ジェームスにより外国人用住居・別荘として建てられたものが主である。現在も多くの外国人が居住しており、観光地化されていない。

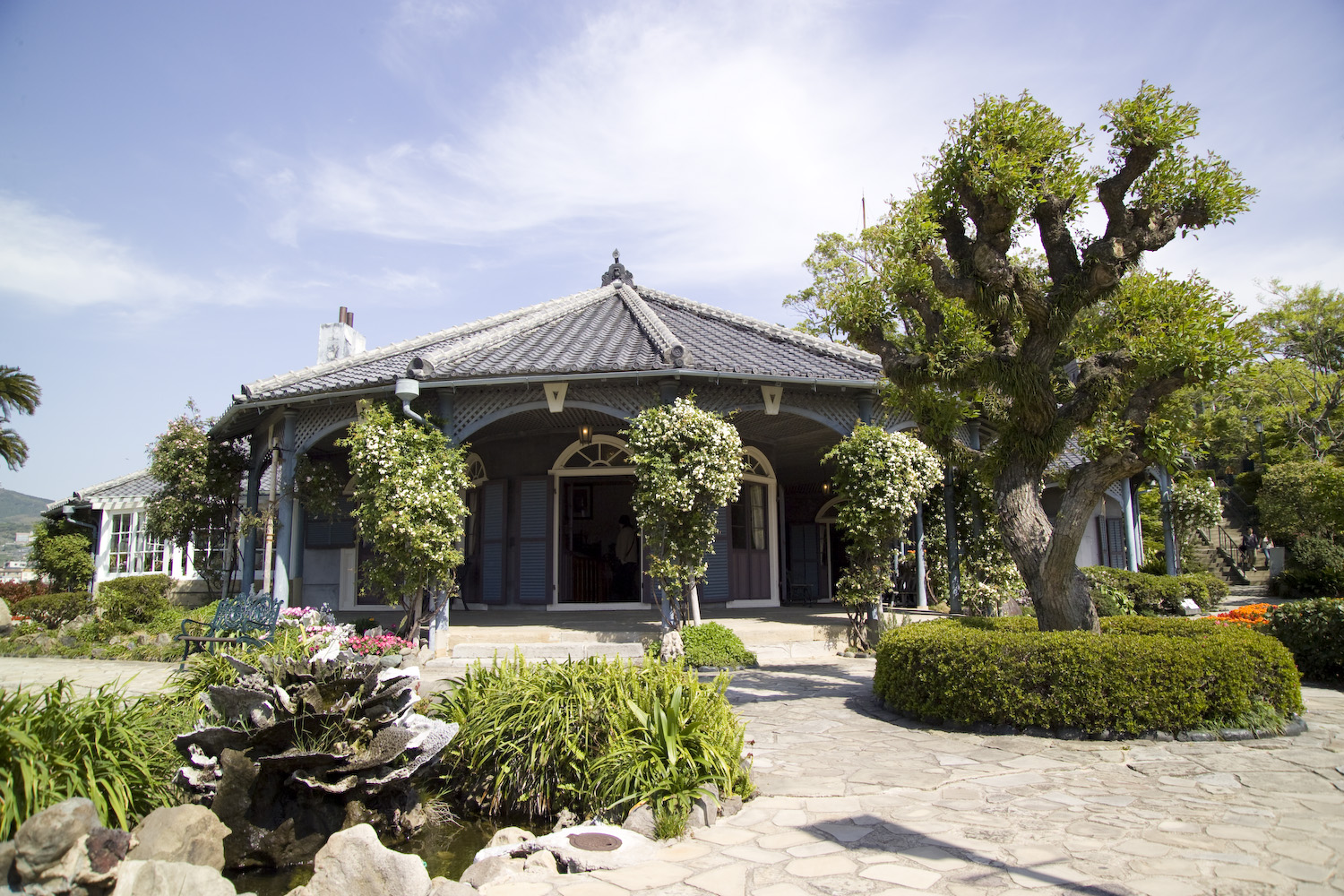
旧グラバー邸 （長崎県長崎市）

長崎県長崎市にもグラバー邸をはじめ著名な異人館が残っており、東山手・南山手地区は重要伝統的建造物群保存地区として選定されている。このほか九州では鹿児島市などにも異人館（外国人技師の住まい）は残っている。
神奈川県横浜市は関東大震災で大きな被害を受け、震災以前の建物はほとんど残っていない（山下公園前に外国商館・旧イギリス7番館（1922年）が残る程度）。現在観光コースになっている山手本通り沿いは数棟の西洋館があるが、関東大震災以降に建築されたものか、他所から移築されたものである。
北海道函館市では1907年（明治40年）の大火があり、大火後に建設された外国関係のものはイギリス・ロシアの領事館程度である。

## 主な異人館
- 旧グラバー邸 - 文久3年（1863年）築、長崎市、重要文化財、世界文化遺産「明治日本の産業革命遺産 製鉄・鉄鋼、造船、石炭産業」の構成資産の一つ
- 旧オルト住宅 - 慶応元年（1865年）築、長崎市、重要文化財
- 旧鹿児島紡績所技師館 - 慶応2年（1866年）築、鹿児島市、重要文化財、世界文化遺産「明治日本の産業革命遺産 製鉄・鉄鋼、造船、石炭産業」の構成資産の一つ
- 旧リンガー住宅 - 明治2年（1869年）築、長崎市、重要文化財
- ムーセ旧居 - 明治5年（1872年）築、朝来市
- 旧居留地十五番館 - 明治13年（1880年）頃築、神戸市、旧アメリカ領事館、重要文化財
- 旧阿仁鉱山外国人官舎－明治15年（1882年）築、北秋田市、重要文化財
- 旧ハンター住宅 - 明治22年（1889年）築、神戸市、重要文化財
- シュウエケ邸 - 明治29年（1896年）築、神戸市
- 旧キャセリン・アンダーセン邸 - 明治32年（1899年）築、神戸市
- 旧ハッサム住宅 - 明治35年（1902年）築、神戸市、重要文化財
- 旧シャープ住宅 - 「萌黄の館」、明治36年（1903年）築、神戸市、重要文化財
- 旧ワサ・ダウン住宅 - 明治38年（1905年）築、高松市・博物館「四国村」（神戸市から移築）
- 旧トーマス住宅 - 「風見鶏の館」、明治38年（1905年）築、神戸市、重要文化財
- 旧ハリヤー邸 - 「うろこの家」、明治38年（1905年）築、神戸市
- 旧ヘイガー邸 - 「みなと異人館」、明治39年（1906年）築、神戸市
- 旧ブルクマイヤー邸 - 「北野物語館」、明治40年（1907年）築、神戸市
- ダイセル異人館資料館、クラブハウス - 2棟とも明治43年（1910年）築、姫路市
- 旧グッゲンハイム邸 - 明治45年（1912年）築、神戸市
- 旧ウォーカー住宅 - 明治後期築、長崎市
- 旧ドレウェル邸 - 「ラインの館」、大正4年（1915年）築、神戸市